# 신구토

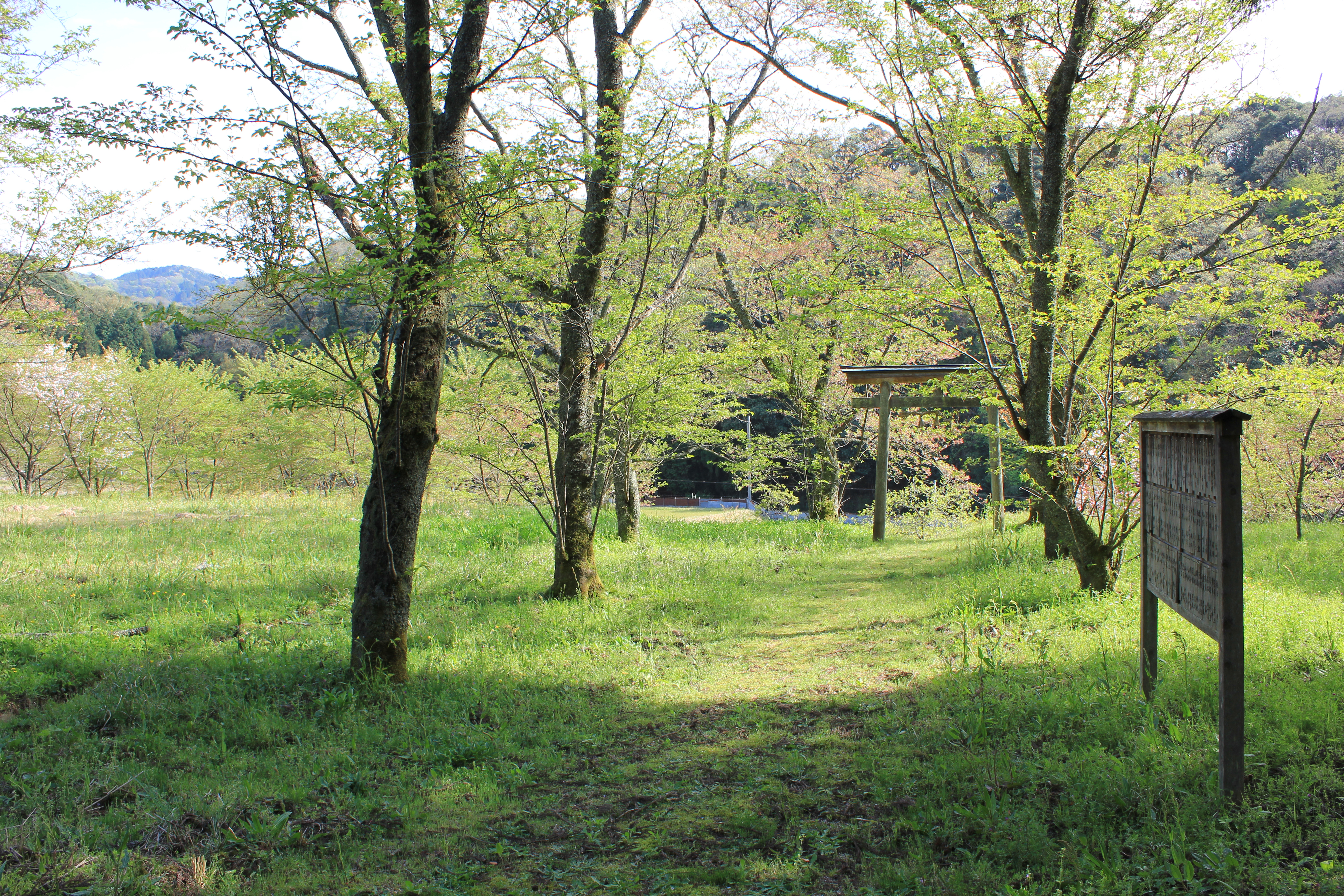
신구토의 거점 관사 터.

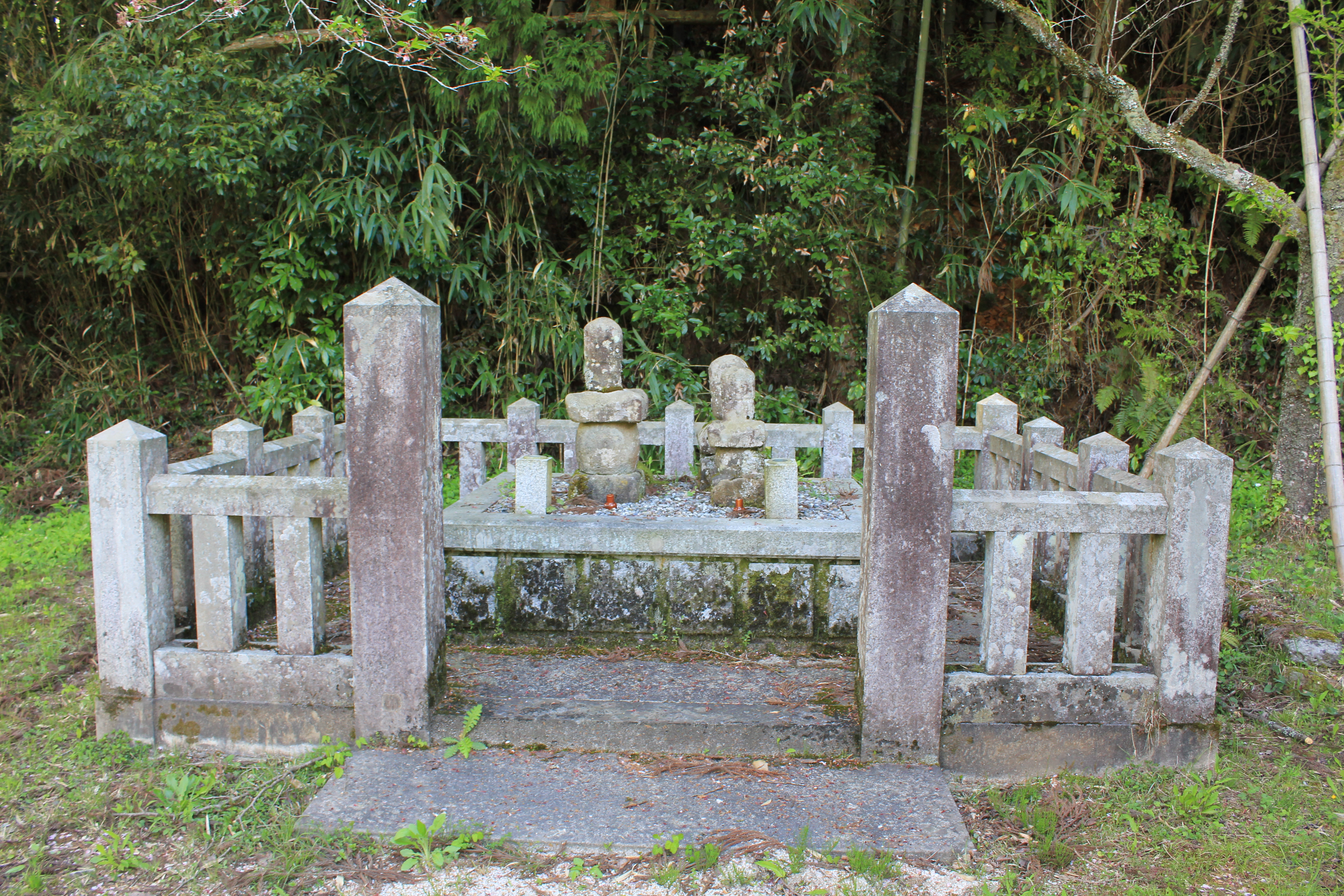
아마고 구니히사와 사네히사, 다카히사의 무덤으로 전하는 공양탑

신구토(일본어: 新宮党 しんぐうとう[*])는 일본 센고쿠 시대 이즈모(出雲)의 센고쿠 다이묘(戦国大名)였던 아마고 씨(尼子氏) 집안의 정예로써 알려졌던 군사집단이다. 거점 관사를 갓산토다 성(月山富田城)의 북쪽 산기슭인 신구타니(新宮谷)에 두고 있었기 때문에 신구토(新宮党)라는 이름이 붙었다.

## 개요

### 당주 아마고 히사유키 시대의 신구토
신구토라는 이름으로 불리게 된 것은 당주 아마고 히사유키에 이어 가독을 넘겨받은 당주 아마고 구니히사(尼子国久) 시절부터였는데, 그 이전부터 아마고 씨 일문에 의한 친위대적 역할을 지니는 정예 집단이 조직되어 있었다. 이 집단은 아마고 씨의 세력 팽창에도 공헌하였으며, 이즈모 국내에서 아키국(安芸国) ・ 빈고국(備後国) 등을 옮겨다니며 전투를 벌였다. 덴분(天文) 10년(1540년) 요시다고오리 산성 전투(吉田郡山城の戦い)에서 이 조직의 실질상의 지휘자였던 아마고 히사유키(尼子久幸)는 전사하였다.

### 아마고 구니히사의 신구토와 확장, 숙청
신구토는 아마고 쓰네히사(尼子経久)의 둘째 아들 구니히사(国久)가 이어받아 그대로 아마고 일문의 번병으로써 활약하였다. 이 무렵의 신구토는 구니히사의 양자로 들어간 요시다 씨(吉田氏)가 소유하고 있던 이즈모 국 동부 지역, 그리고 모반을 기도하다 추토된 구니히사의 막내동생 시오야 오키히사(塩冶興久)의 옛 영지였던 이즈모 국 서부 지역의 시오야 땅도 그대로 지배하고 있었으며, 이즈모 국내의 신구토 세력은 비상할 정도로 커지게 된다. 그들은 아마고 종가와는 별도의 독립된 권한도 소유하고 있었고, 쓰네히사 사후에는 당주 아마고 하루히사(尼子晴久)의 재판권 등에 서서히 개입하였다.
신구토가 아마고 군의 정예부대로 그 용맹함으로 세력 확대에 공헌하였기에 구니히사와 그 아들 사네히사(誠久)는 아마고 집안에서 거만하게 행동하였고, 당주 아마고 하루히사나 다른 중신들과의 사이에 확집과 알력이 생겨나게 된다.
예를 들면
- 아마고 사네히사는 자신의 앞을 지나가는 자들에게 말에서 내려서 갈 것을 명하였고, 이에 반발한 구마가이 신에몬(熊谷新右衛門)이라는 무장이 소의 등에 안장을 얹고 그 위에 걸터앉아서 「말이 아니라 소다」라며 보란 듯이 사네히사의 앞을 지나갔다고 한다.
- 또는 나카이 헤이쇼베(中井平蔵兵衛尉)라는, 수염이 아름다운 것을 자랑하는 무장이 있었는데, 아마고 사네히사는 이 수염을 깎아버리게 했다. 다음날 아마고 하루히사 앞에 출사한 나카이는 수염을 얼굴 한쪽만 깎고 있었으며, 하루히사가 그러한 건방진 태도에 화를 내자 나카이는 자신이 사네히사로부터 수염을 깎으라는 명을 받았는데 하루히사도 알고 있는 훌륭한 수염을 하루 아침에 다 깎아버리는 것은 하루히사에게 무례한 일이라고 판단해서 반쪽만 깎은 것이라고 대답했다.

이러한 일화들은 사실인지 의심스러운 내용들이 많지만, 신구토와 다른 중신들 사이에 확집이 생겼다는 것, 또는 하루히사와 신구토가 저마다 다른 명령을 내렸기에 가신들이 어느 쪽을 따라야 할지 곤혹스러워 하고 있었음을 암시한다.
또한 아마고 종가가 직접 개입해 그 경제력 ・ 군사력을 직할화하려던 대상인 기즈키 대사(杵築大社)가 일으킨 여러 문제에는 신구토를 거느린 구니히사에게 의지할 필요가 있었다. 구니히사가 발급한 문서에는 기즈키 대사나 그 지배하에 있는 세력들과 아마고 하루히사를 결부짓는 문서가 많고, 서부 이즈모에 있어서 아마고 씨의 지배는 구니히사를 통해 간접적으로 이루어졌다.
덴분 23년 11월 1일(1554년 11월 25일) 하루히사는 집안의 통일을 도모하고자 구니히사、사네히사 부자 등 신구토 간부들을 숙청하였다. 구니히사는 성으로 올라가던 도중에 암살당하고, 사네히사는 신구토 관사에서 자결하였다. 그 일족들도 자결하거나 달아나버려, 신구토는 붕괴해버렸다.
아마고 하루히사는 아마고 우지히사(尼子氏久)에게 새로이 신구토를 거느리게 하였으나, 그의 숙청으로 인해 대다수의 정예들을 잃었다. 다른 한편으로 기즈키 대사나 그 지배 세력들과의 절충역이었던 구니히사와 그 일족이 숙청되는 바람에 기즈키 대사 이하 서부 이즈모 지역도 본격적으로 개입할 수 있게 되었고 하루히사가 목표로 하고 있던 이즈모 1국의 직접 통치는 거의 완수되었다.

## 신구토의 혼맥 관계
신구토의 당수(党首)였던 구니히사의 아내는 다고 씨(多胡氏)로 그 딸이 신지 씨(宍道氏)와 미마사카 오가와라 씨(美作大河原氏), 그리고 아마고 하루히사의 측실로 들어갔다. 구니히사의 적자인 사네히사의 아내는 다가 씨(多賀氏) 출신이었다. 아마고 하루히사의 정실은 아마고 구니히사의 딸이기도 하였으며, 구니히사 일족의 혼인관계는 매우 복잡하였다.
그러나 그 혼인관계는 아마고 집안의 결속을 결정적으로 굳히기에는 한계가 있었고, 훗날 제1차 갓산토다 성 전투(月山富田城の戦い)에서는 일족인 신지 씨나 인척인 다가 씨는 아마고 측으로부터 이반하였다. 그리고 신구토 내에서도 그 결합이 견고한 것이 아니어서 신구토의 당수 자리나 소유 영지 문제 등으로 아마고 히사유키의 적자 아키유키(詮幸)가 아마고 구니히사와 대립하였고 아마고 사네히사와 아마고 다카히사(尼子敬久) 형제끼리도 의견차가 많았으며, 사네히사의 적자 우지히사는 가독을 놓고 다카히사와 사이가 좋지 못하였다.
이러한 일족 내에서의 불협화음은 급기야 아마고 집안의 운명까지도 좌우하기에 이른다.